# The Adventures of Moon Man & Slim Shady
A The Adventures of Moon Man & Slim Shady az amerikai rapperek, Kid Cudi és Eminem kislemeze, amely 2020. július 10-én jelent meg. A dal producere Dot da Genius és J Gramm volt, de Eminem is része volt a folyamatnak. A dal címe Cudi becenevére (Moon Man) és Eminem alteregójára (Slim Shady) utal.

## Háttér
2020. május 7-én Kid Cudi a következőt tweetelte: "rap god. Help!" (angolul: rap god. Segíts!). Lil Wayne a következő napokban készített egy interjút Eminemmel, amelyen kérdezte a tweetről, de a rapper azt mondta, hogy nem látta mér korábban azt. Július 3-án ismét Twitteren üzent Cudi, ezúttal a "7/10/2020" dátummal. A dalt július 8-án jelentette be Cudi, Eminem másnap erősítette meg, hogy része a projektnek.
A dal videóklipje a kislemezzel együtt jelent meg, amelyben Kid Cudi és Eminem képregényhősökként jelennek meg.

## Slágerlisták
| Slágerlista (2020)                   | Legmagasabb pozíció |
| ------------------------------------ | ------------------- |
| Ausztrália (ARIA)                    | 90                  |
| Brit kislemezlista (OCC)             | 44                  |
| Írország (IRMA)                      | 30                  |
| Kanada (Canadian Hot 100)            | 20                  |
| New Zealand Hot Singles (RMNZ)       | 5                   |
| Skócia (OCC)                         | 15                  |
| US Billboard Hot 100                 | 22                  |
| US Hot R&B/Hip-Hop Songs (Billboard) | 15                  |
| US Rolling Stone Top 100             | 19                  |